# فردریک ویتو
فردریک ویتو (فرانسوی: Frédéric Vitoux‎؛ زادهٔ ۱۹ اوت ۱۹۴۴) نویسنده و روزنامه‌نگار اهل فرانسه است.
فردریک به عنوان یک رمان‌نویس، زندگی‌نامه‌نویس و متخصص ادبی شناخته شده‌است. پدر وی نیز یک روزنامه‌نگار بود. او در ۲۰۰۱ به ریاست فرهنگستان فرانسه برگزیده شد. در سال ۲۰۱۰ او جایزه ادبی ادوار درومون را برای رمان Grand Hotel Nelson به دست آورد.
فردریک همچنین برندهٔ جوایزی همچون لژیون دونور (افسر) و جایزه بزرگ رمان فرهنگستان فرانسه شده‌است.